# Em (Trio)
[em] war ein deutsches Pianotrio, das von 2002 bis 2013 existierte. Die Jazzcombo sorgte bereits mit ihrem im Januar 2005 veröffentlichten Debüt Call it [em] für Aufsehen. Das Trio bestand aus dem Pianisten Michael Wollny, der Kontrabassistin Eva Kruse und dem Schlagzeuger Eric Schaefer. Der Name der Gruppe setzt sich aus den Initialen der Vornamen Michael Wollnys und seiner Mitmusiker Eva Kruse und Eric Schaefer zusammen. Zudem ist [em] die phonetische Schreibweise des Buchstabens „M“, der auf die Seite gekippt als eine – das Trio symbolisierende – „3“ gelesen werden kann.

## Geschichte
Gegründet wurde das Trio, zunächst als Eva Kruse Trio, bereits im Jahr 2002: „Weil wir jedoch alle Stücke beigetragen haben und die Band gemeinsam finanzierten, war irgendwann klar, dass das nicht meine, sondern unsere Band ist. Daraus wurde dann [em].“ Drei Jahre später erschien das in einem Göteborger Studio aufgenommene Debüt als Auftakt der Reihe Young German Jazz des Plattenlabels ACT. Noch im Sommer desselben Jahres feierten die drei Musiker in nur einer Woche ihren Einstand beim Festival JazzBaltica im schleswig-holsteinischen Salzau, beim kanadischen Festival International de Jazz de Montréal und beim North Sea Jazz Festival im holländischen Den Haag. In der im März 2008 erschienenen Ausgabe der Zeitschrift Pianonews zählte der Kritiker Tom Fuchs das Trio zu den „Shooting Stars der jungen, nachwachsenden Jazzgeneration hierzulande“. In seiner Besprechung des ersten Live-Albums des Trios urteilte Thorsten Hings in der Zeitschrift Jazz Podium (Oktober 2010):

„Die Qualitäten dieses Trios liegen insbesondere in der Fähigkeit, Bilder in den Köpfen der Zuhöer zu evozieren … Wollny, Kruse und Schaefer bilden in der Königsdisziplin des Jazz eine wohltuende Ausnahme. Keine Standardrezitationen erschöpfen das Ohr, sondern höchstspannende Eigenkompositionen kreieren Projektionsflächen für die Phantasien des Rezipienten.“

Fast zeitgleich meinte Die Welt, dass das Trio weit mehr bestaunt werde als andere deutsche Bands der letzten 20 Jahre. Auf der 2012 erschienenen CD Wasted & Wanted firmierte das Trio als Michael Wollny’s [em].

## Auszeichnungen (Auswahl)
- 2006: Ronnie Scott’s Jazz Award – Most Promising International Newcomer
- 2007: Track of the Year der britischen BBC für die Komposition Another Mr Lizard
- 2009: BMW Welt Jazz Award
- 2011: ECHO Jazz – Ensemble des Jahres National; Neuer Deutscher Jazzpreis
- 2013: ECHO Jazz – Ensemble des Jahres National

## Diskografie
- Call it [em]. ACT, 2005
- [em] II. ACT, 2006
- [em] III. ACT, 2008
- [em] live. ACT, 2010
- Wasted & Wanted. ACT, 2012